# Harpachne
Harpachne là một chi thực vật có hoa trong họ Hòa thảo (Poaceae).

## Loài
Chi Harpachne gồm các loài: